# Belle-Île-en-Mer, Marie-Galante
Pour les articles homonymes, voir Belle-Île.
Singles de Laurent Voulzy
Désir, désir
(1984) My Song of You
(1987)
Belle-Île-en-Mer, Marie-Galante, aussi appelée simplement Belle-Île-en-Mer, est une chanson de Laurent Voulzy. Elle est sortie en single en 1986.

## Historique
Elle paraît d'abord en 1985 sur le single Les Nuits sans Kim Wilde, puis reparaît en 1986 cette fois-ci en face A, alors que Les Nuits sans Kim Wilde occupent la face B.
Elle apparaît sur la compilation Belle-Île-en-Mer 1977-1988 (1989).

## Titre et thèmes
La chanson prend le titre des îles de Belle-Île-en-Mer en Bretagne et Marie-Galante en Guadeloupe, cette dernière étant la terre des parents de Laurent Voulzy. La musique est composée par Laurent Voulzy et les paroles sont signées d'Alain Souchon.
Sur la compréhension des paroles, Laurent Voulzy a explicité dans un entretien : « Le génie d'Alain [Souchon] […] a été de construire une chanson sur ma vie à partir de ces deux îles qui sont mes deux attachements. J'ai été fabriqué là-bas et élevé ici. En deuxième ligne, il parle aussi de la solitude, de l'isolement, de ma différence de couleur. Il y a deux lectures ». D'autres sources pointent directement le thème de la discrimination,.

## Succès
Belle-Île-en-Mer, Marie-Galante est un de ses plus grands succès, est élue meilleure chanson des années 1980 et quatorzième chanson du siècle par 3 000 professionnels lors des Victoires de la musique de 1990.

## Classements et certifications
| Classement (1986–87)      | Meilleure position |
| ------------------------- | ------------------ |
| Europe (European Hot 100) | 65                 |
| France (SNEP)             | 20                 |

| Classement (1986) | Position |
| ----------------- | -------- |
| France (SNEP)     | 66       |

### Certifications
| Pays                           | Certification | Ventes   |
| ------------------------------ | ------------- | -------- |
| France (SNEP)                  | Argent        | 250 000* |
| *Ventes selon la certification |               |          |

## Postérité
La chanson a inspiré la Transat BPE en 2007 ainsi que le jumelage de Belle-Île-en-Mer avec Marie-Galante.
La chanson est reprise par Philippe Katerine et Francis et ses peintres sur l'album 52 reprises dans l'espace sorti en 2011.